# 林明达 (1947年10月)
林明达（1947年10月—），男，回族，贵州安顺人，中华人民共和国政治人物，曾任贵州省人大常委会副主任，贵州省总工会主席，中共十六大代表。

## 生平
2008年10月17日，中国工会十五大在北京开幕，大会选举她出任主席团委员。